# 미야 시로
미야 시로(일본어: 宮 史郎, 1943년 1월 17일 ~ 2012년 11월 19일)는 일본의 엔카 가수이다. 본명은 미야자키 요시로(宮崎芳郎)이며, 효고현 가사이시에서 태어났다.
원래는 히메지에 위치한 카바레에서 활동하고 있었으며, 1959년 〈남자의 꽃길〉(男の花道)를 자주적으로 제작해 발매한다. 1961년에 이르러 활동 영역을 오사카로 옮겼으며, 당시에 유행하던 음악이 가미된 만담 그룹을 만들고 이름을 "스패로우 보이즈"라고 지었다. 1963년 친형인 미야 고로 (宮五郎)와 나미키 히로시 (並木ひろし)와 함께 스페로우 보이즈의 후신인 만담 그룹 "핑카라트리오" (ぴんからトリオ)를 결성한다. 그룹명은 "ピンからトリを" (→'핀'에서 '토리'를)라는 의미인데, 설명하자면 핀 (ピン)은 포루투갈어 'pinta'에서 유래한 "숫자 1" 또는 "첫 번째"라는 뜻이며, 토리 (トリ)는 무대 등에서 가장 마지막에 등장하는 사람을 의미하는 용어이다. 즉, 무대의 첫 번째 출연자 (신인 등의 비실세)로 시작하여 마지막 출연자 (실세)를 목표로 한다는 의미를 담고 있다.
1972년 〈여자의 길〉이 TV 등지에서 히트하여 오리콘 역사상 두 번째로 많은 판매량이자 당시에는 가장 많은 판매량인 325.6만 장이라는 대기록을 수립하였다. (이 작품은 그 외에도 수많은 기록을 보유하고 있다.) 이후로 발매된 〈여자의 소원〉과 〈여자의 꿈〉도 각각 170만 장, 80만 장 등을 팔아치우며 성공했다. 1973년 핑카라트리오에서 나미키 히로시가 탈퇴하여 부득이하게 그룹명을 "핑카라 형제" (ぴんから兄弟)로 변경하게 되었으며, 이 해에 〈여자의 길〉로 제24회 NHK 홍백가합전에 출연한다. 1983년에 이르러 핑카라 형제 역시 해산하여 솔로로 전향한다.
핑카라트리오의 구성원과 간략한 설명은 아래와 같다;
핑카라트리오
- 미야 시로 (1943년 1월 17일 ~ 2012년 11월 19일)
- 미야 고로 (1936년 4월 29일 ~ 1994년 8월 12일): "핑카라 형제"에서 탈퇴한 이후 3년간 동생의 매니저로 활동했다.
- 나미키 히로시 (1942년 2월 14일 ~ 1998년 11월 13일): 미야 시로와 같은 카바레에서 가수로 활동했었다. 탈퇴 후 "나미키 히로시와 태그 매치"라는 그룹으로 활동했다.

2012년 11월 19일, 미야 시로는 다발성 장기 부전으로 사망하였다. 향년 69세. 사후에 생전의 공로를 인정받아 제54회 일본레코드대상에서 특별 공로상을 받았다.